# Josi Melman
Josi Melman, Yossi Melman (hebr. יוסי מלמן, ur. 1950) – izraelski dziennikarz.

## Życiorys
Urodził się w Polsce, gdy miał 6 lat jego rodzice podjęli decyzję o emigracji do Izraela. Ukończył studia na Uniwersytecie Hebrajskim w Jerozolimie, następnie był na stypendium Luciusa W. Niemana na Uniwersytecie Harvada. W 1969 roku odbył służbę wojskową, służył w batalionie „Szaked” – jednostce rozpoznawczej wojsk specjalnych armii izraelskiej. Od 1974 roku pracował jako dziennikarz. Przez większość zawodowego życia był specjalistą ds. bezpieczeństwa narodowego i wywiadu w dzienniku Haaretz. Od 2013 roku jego teksty publikował również dziennik The Jerusalem Post.

## Nagrody
- 1994, 2017, dwukrotnie razem z Danem Ravivem otrzymał Nagrodę Simona Rockowera za wybitne osiągnięcia w dziennikarstwie;
- 1995, Nagroda Borisa Smolara za wybitne osiągnięcia w dziennikarstwie międzynarodowym i reportażach;
- 2023, nagroda specjalna International Consortium of Investigative Journalists za relację z projektu „Making a Killing: The Business of War”, składającego się z 11 artykułów na temat handlarzy bronią, ropą naftową i diamentami w krajach rozwijających się;
- 2009, Sokolov Award.

## Publikacje
- The Master Terrorist: The True Story of Abu-Nidal, wyd. Adama Books, 1986, ISBN 0-915361-52-3
- The New Israelis: An Intimate View of a Changing People wyd. Carol Publishing Corporation 1992, ISBN 1-55972-129-4

Wraz z Meirem Javedanfarem
- The Nuclear Sphinx of Tehran: Mahmoud Ahmadinajed and the State of Iran wyd. Caroll&Graf, 2007 ASIN B001G8WGPC ISBN 0-7867-2106-5

Wraz z Danem Rawiwem
- Behind the Uprising: Israelis, Jordanians, and Palestinians, wyd. Greenwood Press, 1989 ISBN 0-313-26787-1
- Every Spy a Prince: The Complete History of Israel's Intelligence Community wyd. Houghton Mifflin, 1990, ISBN 0-395-47102-8
- Friends in Deed: Inside the U.S.-Israel Alliance, wyd. Hyperion Books, 1994, ISBN 0-7868-6006-5
- Spies Against Armageddon: Inside Israel's Secret Wars, wyd. Levant Books, 2012, ISBN 978-0985437817